# Lake Brownwood, Texas
Lake Brownwood là một nơi ấn định cho điều tra dân số (CDP) thuộc quận Brown, tiểu bang Texas, Hoa Kỳ. Năm 2010, dân số của nơi này là 1532 người.

## Dân số
- Dân số năm 2000: 1694 người.
- Dân số năm 2010: 1532 người.